# Fly Records
Fly Records — британський лейбл звукозапису, заснований 1970 року.
Засновником Fly Records став Девід Платц, який протягом 1960-х років співпрацював із багатьма продюсерами та лейблами (Deram, Regal Zonophone, Parlophone, Harvest, Fontana, Vertigo, MCA), укладаючи ліцензійні угоди на розповсюдження пісень. 1970 року продюсери Денні Корделл та Тоні Вісконсін вирішили відмовитися від співпраці з лейблом EMI Regal Zonophone, і перевели своїх артистів, серед яких Джо Кокер, The Move та Procol Harum, на незалежний лейбл, заснований Платцем. Компанію було засновано в червні 1970 року під назвою Octopus Records, проте згодом перейменовано на Fly Records (від англ. on-the-fly — на льоту). Штаб-квартира новоствореної компанії знаходилася в Лондоні, в офісі компанії Essex Music Group, з якою Платц співпрацював до цього.
Першим релізом Fly Records став дебютний сингл гурту T.Rex «Ride a White Swan», що вийшов в жовтні 1970 року та посів друге місце в британському хіт-параді. Надалі на лейблі виходили альбоми та пісні виконавців різних жанрів, серед яких найбільшими хітами стали «Jeepster», «Get It On (Bang a Cong)», «Hot Love» гурту T.Rex та «He's Gonna Step On You» та «Tokoloshe Man» Джона Конгоса. Першим альбомом Fly Records, що очолив національний хіт-парад, став Electric Warrior T.Rex.
1972 року T.Rex повернулися до лейбла EMI, The Move — до Harvest Records, а Fly Records було об'єднано з Cube Records. Після цього на лейблі виходили записи Джоан Арматрейдінг, Гарві Ендрюс, Джиммі Гелмса та інших нових виконавців. Починаючи з 1976 року всі нові записи виходили на лейблі The Electric Record Company, а Cube Records використовувався лише для перевипуску старих пісень та альбомів.
Лейбл Fly Records було перезапущено наприкінці 1980-х років. Після смерті Девіда Платца 1994 року, керівником компанії став його син Саймон.